# Xavier Méride
Xavier Méride, né le 9 janvier 1975 à Paris, est un footballeur français évoluant au poste de défenseur et reconverti entraîneur.

## Biographie
Xavier Méride joue 36 matches en Ligue 1 avec les clubs de Lens et Toulouse.
Il entraîne le Sporting Club de Douai à partir juin 2013. A l'été 2017, il est remplacé par Daniel Leclercq et devient entraîneur des moins de 12 ans et des moins de 19 ans du SC Douai. En janvier 2019, Xavier Méride redevient l'entraîneur de l'équipe une du SC Douai.

## Palmarès
- Champion de France en 1998 avec le RC Lens
- Champion de Roumanie en 2004 avec le Dinamo Bucarest